# Tyrrell 019
O 019  é o modelo utilizado da Tyrrell na temporada de 1990 a partir do GP de San Marino de Fórmula 1. Condutores: Satoru Nakajima e Jean Alesi.  
Baseado no modelo 018 do ano anterior, introduziu um avanço em aerodinâmica que foi copiado depois por todas as equipes: o bico elevado, que muitos consideraram derivado do caça-bombardeiro americano F4U Corsair, da Segunda Guerra Mundial, devido ao ângulo da raiz do aerofólio dianteiro; mas o caça tinha este mesmo ângulo nas asas para afastar o disco de seu hélice do solo sem ter que usar um trem de pouso maior; no caso do Tyrrell, o nariz foi elevado para criar um "túnel" entre a frente e a traseira do pneu dianteiro, diminuindo a restrição ao fluxo de ar e consequentemente diminuindo o arrasto aerodinâmico; o ângulo da raiz do aerofólio devolvia o mesmo à altura em que aproveitava mais o efeito solo. Na aparência, o bico do modelo 019 tinha o apelido de "bigode".
Os pneus dianteiros dos Fórmula 1 anteriores eram responsáveis por 80% do arrasto aerodinâmico total do veículo, o que levava a limitação de sua largura e da força de aderência, criando aquele comportamento superesterçante que podia ser claramente observado nas saídas de curva, com a clássica rabeada em que apenas os pneus traseiros se apoiavam nas zebras. Com a inovação introduzida no Tyrrell 019, logo copiada pelos outros construtores, os pneus dianteiros ganharam largura maior, os carros tornaram-se mais equilibrados e passaram a ser pilotados quase como um "Stock Car". Também houve um ganho na eficiência das asas, e as velocidades médias cresceram, aumentando o consumo, o que levou a tática de reabastecimento do carro-tudo isso devido à elevação do bico.
http://f1-facts.com/overview/product/2567 Monte Carlo 1990

## Resultados[2]
(legenda) 
| Ano  | Chassi | Motor                | N° | Pilotos         | 1   | 2   | 3     | 4     | 5     | 6     | 7     | 8     | 9     | 10    | 11    | 12    | 13  | 14    | 15    | 16    | Pontos  | Posição |  |
| ---- | ------ | -------------------- | -- | --------------- | --- | --- | ----- | ----- | ----- | ----- | ----- | ----- | ----- | ----- | ----- | ----- | --- | ----- | ----- | ----- | ------- | ------- |  |
|      |        |                      |    |                 |     |     |       |       |       |       |       |       |       |       |       |       |     |       |       |       |         |         |  |
|      |        |                      |    |                 | USA | BRA | SMR   | MON   | CAN   | MEX   | FRA   | GBR   | GER   | HUN   | BEL   | ITA   | POR | ESP   | JAP   | AUS   |         |         |  |
| 1990 | 019    | Ford Cosworth DFR V8 | 3  | Satoru Nakajima |     |     | Ret P | Ret P | 11 P  | Ret P | Ret P | Ret P | Ret P | Ret P | Ret P | 6 P   | DNS | Ret P | 6 P   | Ret P | 91 (16) | 2°      |  |
| 1990 | 019    | Ford Cosworth DFR V8 | 4  | Jean Alesi      |     |     | 6 P   | 2 P   | Ret P | 7 P   | Ret P | 8 P   | 11 P  | Ret P | 8 P   | Ret P | 8 P | Ret P | DNS P | 8 P   | 91 (16) | 2°      |  |

↑1  Alesi marcou 6 pontos e Nakajima 1 num total de 7 pontos com o chassi Tyrrell 018.